# Attagenus curvicornis
Attagenus curvicornis is een keversoort uit de familie spektorren (Dermestidae). De wetenschappelijke naam van de soort werd in 1913 gepubliceerd door J. Sahlberg.